# 望春门街道
望春门街道，是中华人民共和国湖南省湘潭市湘乡市下辖的一个乡镇级行政单位。

## 行政区划
望春门街道下辖以下地区：
东风社区、务门前社区、云门寺社区、桑枣社区、城北村、金塘村和联盟村。